# Fritz Baumann (Jurist)
Fritz Baumann (* 9. April 1894 in Seon; † 7. Oktober 1992 in Aarau) war ein Schweizer Jurist und Politiker und Bundesobmann des Schweizer Wandervogels.

## Biografie
Baumann besuchte die Kantonsschule in Aarau und studierte von 1914 bis 1918 Rechtswissenschaften in Leipzig, Zürich und Lausanne. Ab 1918 war er als Fürsprecher und Notar, danach in der Aargauer Justizverwaltung und schliesslich als Rechtsanwalt tätig. Von 1925 bis 1931 war er Mitglied des Grossen Rats des Kantons Aargau. Von 1931 bis 1961 war er aargauischer Oberrichter. Von 1951 bis 1953 hatte er das Amt des Präsidenten der Sozialdemokratischen Partei des Kantons Aargau inne.
Als Mitglied einer abstinenten Mittelschulverbindung trat er 1910 dem Schweizer Wandervogel bei. 1915 wurde er Mitglied der Akademischen Freischar in Leipzig. Von 1919 bis 1921 war er Bundesobmann des Schweizer Wandervogels. Er ist Verfasser einer Geschichte des Schweizer Wandervogels.
Im Jahr 1930 gründete Baumann den «Jurahaus-Verein Haselmatt». Durch seine Initiative entstand das Haselhaus am Südhang des Hombergs bei Biberstein als Arbeiterunterkunft und Ausflugsziel. Das Haselhaus wurde nach dem Baubeginn im Jahr 1931 im Jahr 1933 eröffnet. Heute gehört es der Gemeinde Biberstein und wird durch den «Verein Pfadiheim St. Georg Zürich» im Baurecht umgebaut und bewirtschaftet.

## Veröffentlichung
- Der Schweizer Wandervogel. Das Bild einer Jugendbewegung, Aarau 1966.